# Elezagići
Elezagići (en cirílico: Елезагићи) es una aldea de la municipalidad de Gradiška, Republika Srpska, Bosnia y Herzegovina.

## Población
| Composición de la Población - Aldea de Elezagići | Composición de la Población - Aldea de Elezagići | Composición de la Población - Aldea de Elezagići | Composición de la Población - Aldea de Elezagići | Composición de la Población - Aldea de Elezagići |
| ------------------------------------------------ | ------------------------------------------------ | ------------------------------------------------ | ------------------------------------------------ | ------------------------------------------------ |
|                                                  | 2013                                             | 1991                                             | 1981                                             | 1971                                             |
| Total                                            | 557                                              | 561 (100,0%)                                     | 593 (100,0%)                                     | 629 (100,0%)                                     |
| Varones                                          | 281                                              | -                                                | -                                                | -                                                |
| Mujeres                                          | 276                                              | -                                                | -                                                | -                                                |
| Bosniacos                                        | -                                                | -                                                | -                                                | -                                                |
| Serbios                                          | 555                                              | 552 (98,40%)                                     | 573 (96,63%)                                     | 624 (99,21%)                                     |
| Croatas                                          | 1                                                | 1 (0,178%)                                       | 1 (0,169%)                                       | -                                                |
| Bosnio                                           | -                                                | -                                                | -                                                | -                                                |
| Gitanos                                          | -                                                | -                                                | -                                                | -                                                |
| Musulmanes                                       | -                                                | -                                                | -                                                | -                                                |
| Montenegrinos                                    | -                                                | -                                                | -                                                | -                                                |
| Macedonios                                       | -                                                | -                                                | -                                                | -                                                |
| Albaneses                                        | -                                                | -                                                | -                                                | -                                                |
| Yugoslavos                                       | -                                                | 4 (0,713%)                                       | 18 (3,035%)                                      | 2 (0,318%)                                       |
| Ukranianos                                       | -                                                | -                                                | -                                                | -                                                |
| Eslovenos                                        | -                                                | -                                                | -                                                | 1 (0,400%)                                       |
| Ortodoxos                                        | -                                                | -                                                | -                                                | -                                                |
| Otros                                            | -                                                | 4 (0,713%)                                       | 1 (0,169%)                                       | 3 (0,477%)                                       |
| Sin declarar                                     | 1                                                | -                                                | -                                                | -                                                |
| Desconocidos                                     | -                                                | -                                                | -                                                | -                                                |